# ولفگانگ هاکبوش
ولفگانگ هاکبوش (انگلیسی: Wolfgang Hackbusch؛ زادهٔ ۲۴ اکتبر ۱۹۴۸) ریاضی‌دان اهل آلمان است؛ که به دلیل تحقیقات پیشگامانه خود در روش‌های چند درجه ای و ماتریس‌های بعدی سلسله مراتبی شناخته شده‌است، مفهومی است که روش چند قطبی سریع را تعمیم می‌دهد.

## حرفه
او استاد دانشگاه کیل بود و هم‌اکنون یکی از مدیران مؤسسه ماکس پلانک برای ریاضیات در علوم در لایپزیگ است.